# 水汴頭 (桃園市)
水汴頭，是台灣桃園市桃園區的一個傳統地域名稱。

## 地理

### 地名由來
水汴頭位處虎頭山邊崖地，南崁溪河道進入南崁的地區。早期墾民進入南崁社時，引南崁溪之水灌溉臨近農田，並在此設立水閘，故名水汴頭。又稱水井頭或水沖頭。:44

### 範圍
水汴頭位於桃園區東北部。西南隔南崁溪與埔子為界，北邊西段與南崁下為鄰，北邊東段南崁頂為鄰，東邊為楓樹坑，南邊為大檜溪。相較於今日行政區，其範圍大致包括汴洲里、會稽里東北部。

### 行政區劃
水汴頭大字下有水汴頭、下埔子等小字。

### 聚落
本地區發展較早的聚落為水汴頭，在日治期初期的官方地圖上已有記載。此外，本地區尚有田心子等聚落。

## 歷史
在清治時期至日治之初，水汴頭被稱為「水汴頭庄」，由桃澗堡所治轄。1920年（大正九年），台灣總督府對全台灣調整行政區劃，將水汴頭庄改制為「水汴頭大字」，改由桃園郡桃園街治轄，雖然是隸屬於新竹州，但水汴頭自此開始就被劃入桃園，一直沿用至今。當時大字還下設兩個小字：「水汴頭」、「下埔子」。 

## 交通
水汴頭在境內交通則主要有經國路、春日路等道路為南北向，以及健行路、莊敬路一段等道路為東西向。跨越南崁溪的水汴頭大橋是水汴頭通往自強里的橋梁，原名莊敬一號橋，其後改建為斜張橋，103年6月動工興建，2016年2月2日舉行通車典禮。該橋為桃園第一座可供車輛通行的斜張橋，設有景觀夜間照明設備，可搭配節慶與節日變化照射方式，已成為桃園新地標。

## 學校
- 經國國中

## 旅遊

### 文化資產
- 桃園李宅嚴德居（鹽庫街89號，1928年）

## 廟宇
- 明德宮（土地祠）